# Jarplund-Weding
Jarplund-Weding (Deens: Jaruplund-Vedding) is een voormalige gemeente in de Duitse deelstaat Sleeswijk-Holstein, en maakt sinds 1 maart 2008 deel uit van de gemeente Handewitt in de Kreis Schleswig-Flensburg.